# Andrej E. Skubic
Andrej Ermenc Skubic (* 28. prosince 1967 Lublaň, Slovinsko) je slovinský spisovatel a překladatel.

## Život
Andrej Skubic studoval slovenistiku a anglistiku na Filozofické fakultě v Lublani. Do literárních časopisů začal přispívat roku 1989. Doktorát obdržel roku 2003 s prací Sociolekti v jezikovni stvarnosti in literarnem delu.
Svůj první román vydal roku 1999 pod názvem Hořký med (Grenki med), který byl v roce 2000 oceněn Kresnikovou cenou jako nejúspěšnější kniha roku, a také cenou Združenje založnikov in knjigotržcev Slovenije jako nejlepší debut. Jeho druhý román, Fužinské blues vyšel roku 2001 a byl nominován na Kresnikovu cenu. Tento román byl dramaticky ztvárněn a v roce 2005-2006 představen na jevišti divadla SNG Drama. V létě 2004 vyšla jeho sbírka krátkých próz pod názvem Norišnica. Roku 2005 vyšla jeho lingvistická rozprava Obrazy jazyka, v níž vychází ze své doktorské práce. V roce 2006 vychází jeho třetí román Popcorn, který byl oceněn Župančičevou cenou. V roce 2009 vychází jeho první drama Neskončni šteti dnevi, téhož roku bylo poprvé představeno v divadle SNG Nova Gorica. Jeho román Koliko si moja? (2011) byl oceněn Kresnikovou cenou. V roce 2013 bylo představeno jeho drama Pavla nad prepadom v divadle Slovensko mladinsko gledališče.
Přeložil mnoho románů, především díla Flanna O´Briena, Jamese Kelmana, Jamese Joyceho a dalších. Jeho próza byla uvedena v literárních periodákách, v překladu do angličtiny, němčiny, češtiny, polštiny, ruštiny, maďarštiny apod.
Skubicovy romány Fužinski bluz (Fužinské blues, Brno: Větrné mlýny, 2004) a Grenki med (Hořký med, Blansko: Duha Press, 2009) přeložil do češtiny Petr Mainuš.

## Překlady
- Catherine Johnson: Srečni v ljubezni: kako ustvariti srečen zakon (1994)
- Flann O´Brien: Tretji policaj (1996)
- Irvine Welsh: Trainspotting (1997)
- Patrick McCabe: Mesarček (1998)
- James Joyce: James Joyce: poezija in kratka proza (2000)
- Samuel Beckett: Izbrana dela (2004)
- Borivoj Radaković: Vse ob pravem času (2004)
- Kazuko Okakura: Knjiga o čaju (2006)
- Gertrude Stein: Čitanka (2006)
- Erica Debeljak Johnson: Tako si moj (2007)
- Ken Saro-Wiwa: Soldatko (2008)
- James Kelman: Preživljanje preživljanje (2008)
- Irvin Welsh: Posteljne skrivnosti kuharskih mojstrov (2008)
- Flann O´Brien: Při dveh ptičih na vodi (2009)

- Marjorie Perfloff: Wittgensteinova lestev: pesniški jezik in čudnost vsakdanjega (2009)
- Thomas Middleton, William Rowley: Premenjave (2009)
- Irvine Welsh: Posteljne skrivnosti kuharskih mojstrov (2009)
- Denis Johnson: Angeli (2010)
- Irvine Welsh: Pogreto zelje (2013)
- Norman Davis: Zgodovina evrope (2013)
- Gertrude Stein: Uporabno znanje (2014)
- Harper Lee: Če ubiješ oponašalca (2015)
- Erica Johnson Debeljak : Prepovedani kruh : spomini (2010)
- Jonathan Sperber: Karl Marx: revolucionar in njegov čas (2014)
- George Saunders: Deseti december (2015)